# Evangelische Marienschwesternschaft Darmstadt

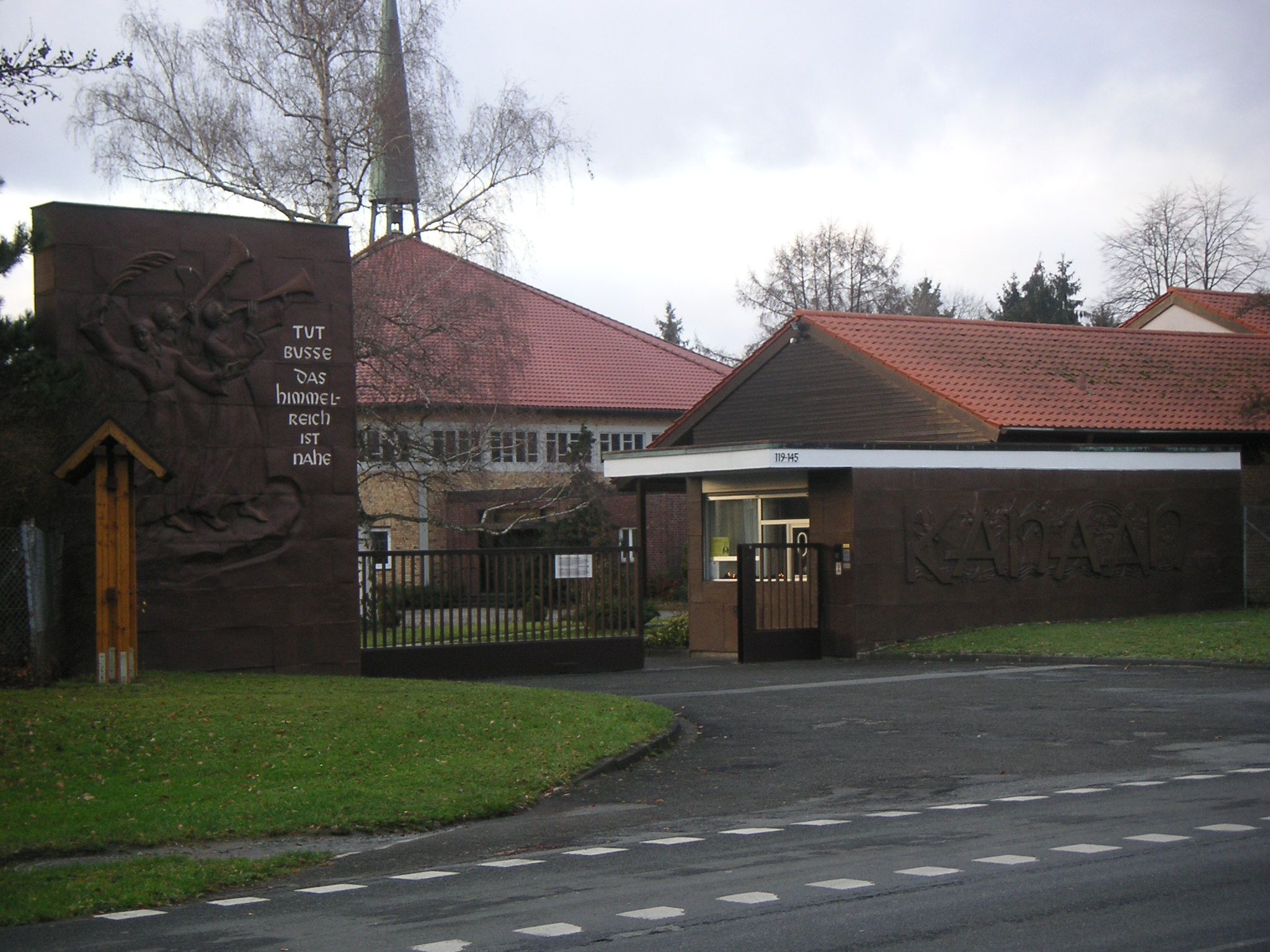
Eingang 2006

Die Evangelische Marienschwesternschaft e.V. ist eine evangelische Schwesternkommunität in Darmstadt-Eberstadt. Die Kommunität ist auch unter dem Begriff Darmstädter Marienschwesternschaft bekannt.

## Gründung
Die Marienschwesternschaft wurde in der Nachkriegszeit 1947 im Zuge einer „Erweckung“ von Mutter Basilea Schlink (Dr. Klara Schlink), der Schwester des Theologieprofessors Edmund Schlink, zusammen mit Mutter Martyria Madauss (Erika Madauss) und dem Superintendenten der Methodistenkirche Paul Riedinger gegründet. „Aus Trümmern neues Leben“ – nach der völligen Zerstörung Darmstadts entstanden und aufgebaut. Zum Beispiel bauten die Schwestern Mutterhaus und Mutterhauskapelle  selber aus Trümmersteinen aus dem zerbombten Darmstadt. 

### Franziskusbrüder
Seit 1967 ist der Marienschwesternschaft eine kleine Bruderschaft angeschlossen und korporativ eingebunden, die „Evangelische Kanaan-Franziskus-Bruderschaft“.

## Theologie
Schon früh engagierten sich die Schwestern in Ökumene und christlich-jüdischem Dialog. In Bezug auf die Juden spielte von Anfang an der Sühnegedanke eine Rolle: Stellvertretend für das deutsche Volk wollten die Schwestern ein Zeichen der Versöhnung zwischen Christen und Juden setzen. Anlässlich einer Israelreise der Marienschwestern im Jahr 1958 war davon die Rede, dass diese „jede Nacht eine Stunde für den Staat Israel und seine Bewohner“ beten würden. Galten die Marienschwestern in den 1950er Jahren als progressiv, werden sie heute eher als konservativ-evangelikal wahrgenommen, obwohl sie sich in ihrer Lehre und in ihrem Erscheinungsbild kaum geändert haben. So sind sie inzwischen ein Bestandteil des so genannten christlichen Zionismus und tauchen bei proisraelischen Demonstrationen und Kundgebungen im Rhein-Main-Gebiet immer wieder auf.

## Standorte
Die Marienschwesternschaft hat ihr Mutterhaus mit einer Jesu-Ruf-Kapelle und weiteren Baulichkeiten auf einem rund zehn Hektar großen parkartig als Themengarten Kanaan angelegten Areal an der Heidelberger Straße eingerichtet, das als „Ort der Stille und des Gebets“ Gästen offen steht. Unter anderem findet sich ein Jesu Leidensgarten (Passion Jesu), ein Jakobsbrunnen, ein See Genezareth und ein Tabor (Berg Tabor).
Außerdem gibt es in mehreren Ländern Niederlassungen mit kleinen Kanaan-Zentren.

## Kritik
Schon früh kamen die Marienschwestern in die Kritik. So wurde ihnen von liberal-protestantischer oder evangelikaler Seite Gesetzlichkeit, Rekatholisierung oder Irrlehre vorgeworfen, andere verurteilten sie wegen charismatischer Gaben. Zwei ehemalige Schwestern veröffentlichten Ende der 90er Jahre einen „Aussteigerbericht“, der lebhaft diskutiert wurde. Eine der beiden früheren Schwestern, Marianne Jansson, schrieb auch eine an der Universität Helsinki eingereichte theologische Magisterarbeit über die Marienschwestern.

### Kritik
- Kritik vonseiten der ehemaligen Schwester Adaja (Charlene Andersen) (Memento vom 19. Juni 2009 im Internet Archive)